# Bulgariens historia
Bulgariens historia som statsbildning börjar på 600-talet e.Kr., då det första bulgariska kungariket bildades, men själva det geografiska området har varit bebott sedan paleolitisk tid. Under de sista årtusendena f.Kr. dominerades området av thrakerna, under de första århundradena e.Kr. ingick det i Romerska riket, och senare i Östromerska riket. Från 400-talet e.Kr. invandrade flera folkgrupper, av vilka den slaviska blev mest bestående. Senare invandrade det gamla, troligtvis pamirska folket bulgarerna, som upprättade det första bulgariska riket under 600-talet. Detta folk var ett härskarskikt som senare assimilerades med de större slaviska och trakiska befolkningarna till ett gemensamt slaviskt bulgariskt folk med östligt ortodox kristendom som religion. 
Under slutet av 800-talet blev Bulgarien en stormakt i sydöstra Europa, och landet fick en självständig ortodox kyrka. Bulgarien var ofta i konflikt med Östromerska riket, och blev under 1000- och 1100-talen underkuvat av detta. I slutet av 1100-talet bildades det andra bulgariska riket, och under första hälften av 1200-talet nådde Bulgarien sin största geografiska utbredning. Landet var ofta i krig med sina grannländer. I slutet av 1300-talet erövrades Bulgarien av Osmanska riket, som kom att styra landet i omkring 500 år. 
En rörelse för kyrklig och kulturell autonomi i början av 1800-talet följdes av en politisk självständighetsrörelse, som på 1870-talet ledde till att ett bulgariskt furstendöme erkändes. Självständighetsrörelsen i Bulgarien hade stöd från Ryssland, som fick starkt inflytande i landet. 1908 utropades Bulgarien som självständigt kungadöme. Bulgarien gjorde territoriella förluster under Balkankrigen och efter första världskriget, där landet stod på centralmakternas sida. I andra världskriget tog Bulgarien ställning för Tyskland. De tyska trupperna besegrades av Röda armén tillsammans med inhemska motståndsgrupper, och efter andra världskriget blev Bulgarien en folkrepublik med starkt sovjetiskt inflytande. De politiska och ekonomiska reformerna i Sovjetunionen på 1980-talet, tillsammans med inhemska ekonomiska och politiska problem, bland annat konflikten rörande landets turkiska minoritet, ledde till att kommunistpartiet föll från makten runt 1990. Under 1990-talet utvecklades Bulgarien mot flerpartidemokrati och marknadsekonomi, men genomlevde också flera ekonomiska och politiska kriser. 2004 togs Bulgarien upp som medlem i Nato, och 2007 som medlem i EU.

## Antiken

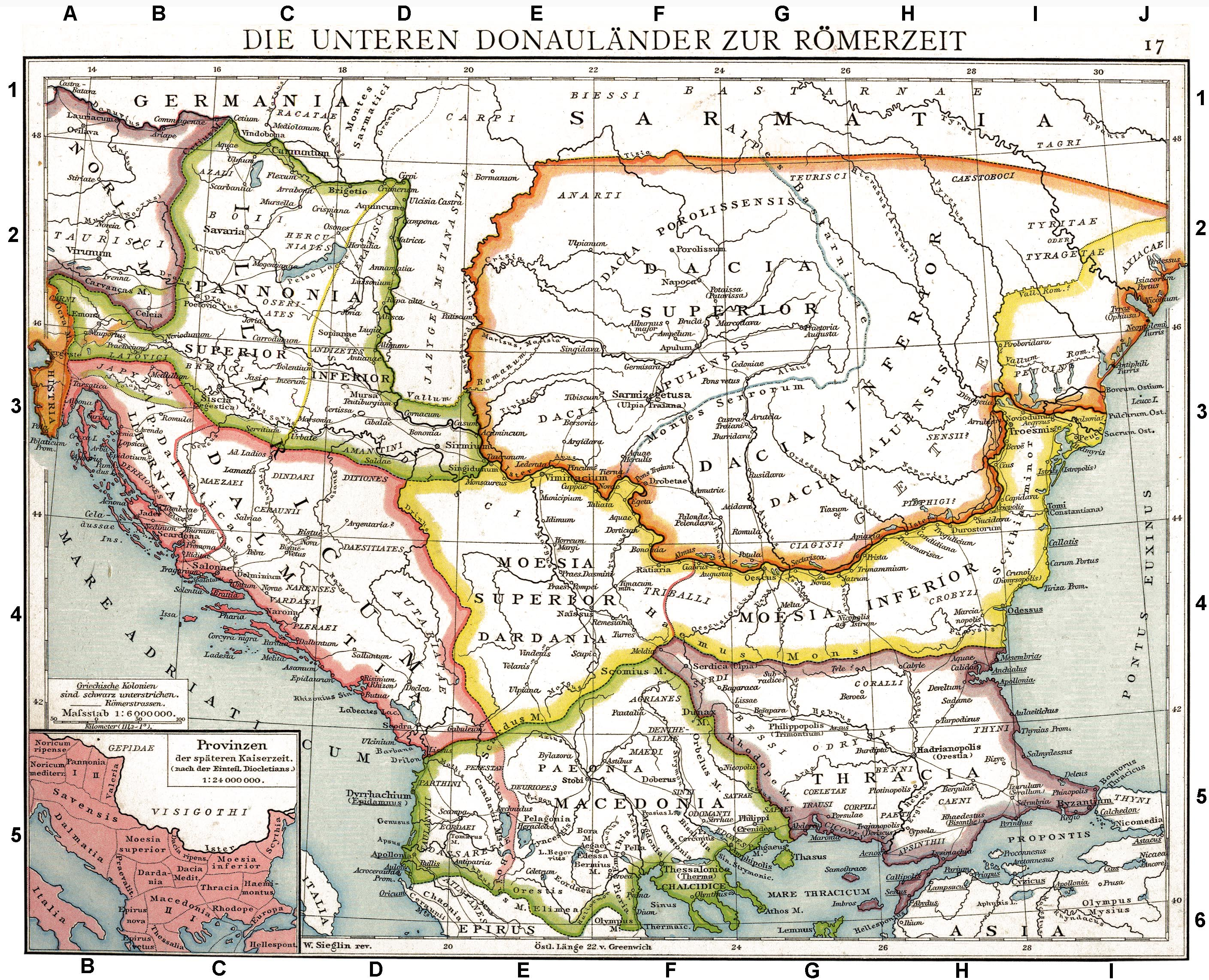
Karta över östra Balkan under antiken.

Det sydöstra hörnet av Balkan har varit bebott sedan urminnes tid. De första spåren kommer från mellanpaleolitikum 100 000–40 000 år f.Kr. Under neolitikum började människorna odla växter, till exempel lin, för sin försörjning. Under det tredje årtusendet f.Kr. dominerades området av de indoeuropeiska thrakerna. Omkring 500 år f.Kr. fanns det grekiska kolonistäder vid Svarta havet. Efter Dareios I:s skytiska fälttåg 513/512 f.Kr kom delar av Bulgarien under persiskt styre fram till 478 f.Kr. Genom hotet från perserna förenades thrakerna till en statsbildning, odryserriket mellan Donau och Egeiska havet på 400-talet f.Kr. Framväxten av Makedonien under Filip II försvagade detta rike. Filip II erövrade stora delar av riket och döpte bland annat om staden Eumolpia till Philippopolis (Filips stad), idag Plovdiv. Thraker deltog i Filips enande av de grekiska stadsstaterna samt i Alexander den stores fälttåg österut, ytterst till Indien. Under 200-talet f.Kr. anlände romarna till västra Balkan och lade efter hand under sig större delen av Balkanhalvön, tills de under det första århundradet e.Kr. behärskade hela halvön söder om Donau. Det thrakiska kungariket fick fortsätta en kort tid under romersk överhöghet, innan det upplöstes. Romarna byggde vägar och anlade städer. Med romarna kom även kristendomen. När det romerska riket delades upp år 395 e.Kr., blev de romerska provinserna Moesia och Thracia delar av Östrom.

## Första bulgariska riket
Under 400-talet utsattes området för räder från folk från stäppen norr om Kaspiska havet och följande århundrade invaderades området av alaner, goter och hunner. De fortsatte vidare men ett invaderande folkslag stannade kvar, slaverna. Ett uppbyggnadsskede i tidigare skövlade områden inträdde under den bysantinske kejsaren Justinianus I tid (482–565). Från stäppen mellan Uralbergen och Volga kom det turkiska folkslaget bulgarerna, som med sin ledare, khanen Asparuch, år 680 korsade Donau och gjorde Pliska nära dagens Sjumen till sin huvudstad. Dessa proto-bulgarer hade både en politisk organisation och militär styrka. Genom sin position vid den nord-syd-gående handelsvägen längs kusten fick den stort inflytande. Denna bulgariska stat expanderade åt nordväst upp till floden Tisza och erövrade Transsylvanien. Förhållandet med Bysans blev allt mer spänt och år 809 plundrade de huvudstaden Pliska. År 811 hade den bysantinske kejsaren Nikeforos I bestämt sig för att göra sig av med bulgarerna en gång för alla. Den 23 juli 811 plundrades Pliska på nytt och den bulgariske khanen Krum bad att få förhandla. Nikeforos struntade dock i detta och trodde att fältet nu låg öppet för en storseger. Den bysantinska armén fortsatte i riktning mot Sredets, dagens Sofia. När armén slagit läger den 26 juli anföll bulgarerna och Nikeforos dödades. Enligt legenden gjorde khanen en försilvrad bägare av sin fiendes skalle. Efter segern försökte khanen även erövra Konstantinopel men misslyckades.
Det proto-bulgariska toppskiktet assimilerades alltmer och under Boris I övergick proto-bulgarerna till kristendomen år 864, något slaverna i landet redan hade gjort. Kung Boris fick dock utstå att Bulgarien inte fick en egen kyrka utan blev en del av den ortodoxa, utan rätt till egen patriark eller rätt för kungen att utse biskopar. Övergången till kristendomen försvårades också av att många präster var greker, ett folkslag som sågs med misstänksamhet. Kristendomen fick dock stor betydelse genom att smälta samman proto-bulgarerna och slaverna till ett enda folk, bulgarer, med en gemensam kulturutveckling. Lika viktigt för bulgariskt självmedvetande var skapandet av det kyrilliska alfabetet som minskade inflytandet från grekisk-ortodoxa i söder och från franker och germaner i nordväst. Med det kyrilliska alfabetet, som användes vid den översättning av Bibeln som nu gjordes från grekiskan, följde nämligen att kyrkslaviska blev kyrkspråk istället för grekiska.

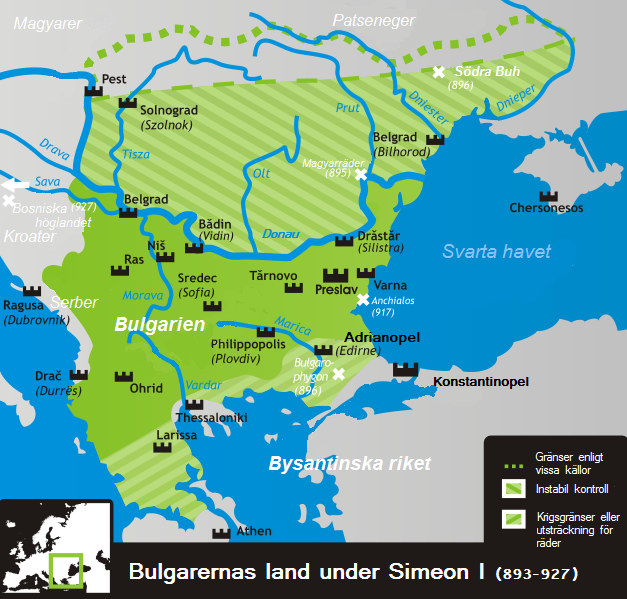
Första kungarikets utbredning under tsar Simeon den store.

Kung Omurtag kunde fortsätta expansionen och bland annat erövrades Singidunum, dagens Belgrad. Medan Bysans var upptaget av hot från söder och i bildstriden så erövrades Makedonien. Efterföljaren, Simeon den store, tog makten 893 och kunde utvidga sitt rike genom att erövra Serbien, Montenegro och till och med en kuststräcka vid Adriatiska havet. Två gånger belägrade han Konstantinopel som år 896 tvingades gå med på en självständig bulgarisk kyrka. Därefter rådde fred med Bysans under resten av Simeons tid. Han utropade sig så småningom till tsar, vilket var flera hundra år innan de första ryska tsarerna dök upp i historien. Handeln växte och perioden var en guldålder för bulgarisk konst och litteratur. Simeon flyttade huvudstaden från Pliska till Preslav 893.
Efter Simeons död år 927 blev sonen Peter I kung. Denna period blev en nedgångstid när stridigheterna med Bysans fortsatte samtidigt som krig med ungrarna i norr bröt ut. Peter gifte sig med Maria Irena, en dotterdotter till den bysantinske kejsaren Romanos I Lakapenos, men detta ledde inte till fredliga förbindelser. Kyrkan hade blivit rik samtidigt som korruptionen brett ut sig. Under 900-talet kom en religiös väckelse till Bulgarien, hermetismen, anförd av Bulgariens nationalhelgon Ivan Rilski, som med centrum i Rilaklostret förespråkade att man skulle dra sig undan omvärlden. Detta följdes av bogomilismen, som tog avstånd från omvärlden och ansåg att allting utom själen var skapat av djävulen. Bogomilismen blev aldrig någon reformrörelse eftersom den till sin natur var negativ till den fysiska omvärlden.
963 gjorde sig västra delen av riket omfattande Albanien och Makedonien självständigt under tsaren Sjisjman I. Den 5 april 971 erövrades Preslav av bysantinska trupper och Bysans lyckades erövra östra Bulgarien och göra det till ett protektorat. Tsar Boris II tillfångatogs och fördes till Konstantinopel där han under förödmjukande former fick överräcka sin krona till kejsaren. Under tsar Samuil lyckades man återerövra vissa områden när Bysans var upptaget med krig på annat håll och Samuil kröntes till tsar i Rom år 997, men år 1001 riktades kejsar Basileios II:s intresse åter mot Bulgarien. Vid slaget vid Kleidion den 29 juli 1014 krossades den bulgariska armén i grunden och det sägs att av de 15 000 bulgariska krigsfångarna fick 99 av 100 sina ögon utstuckna - övriga fick hjälpa sina landsmän hem. Samuil tog på sig skulden för misslyckandet och dog den 6 oktober samma år. Samuils söner fortsatte att bekämpa Bysans, men när huvudstaden Ohrid föll 1018 var kriget slut och hela landet ockuperat av Basileios trupper. På grund av sin våldsamma framfart med grymma blodbad fick Basileios epitetet bulgardödaren.

## Bysantinsk vasall
Basileios II lät den självständiga bulgariska kyrkan leva vidare. Denna styrdes av en patriark i Ohrid. Kyrkan blev dock alltmer dominerad av greker. Skattesystemet gjordes om så att bönderna fick betala skatt i kontanter istället för med varor. Varorna tvingades bönderna sälja till fastställda priser. År 1040 utbröt uppror i Skopje med Petăr Deljan som ledare. Upproret spred sig till Thrakien, Epirus och Makedonien men följande år kunde upproret slås ned, bland annat med hjälp av norska vikingar under Harald Hårdråde. Bulgarien förblev därefter en integrerad del av det Bysantinska riket ända till slutet av 1100-talet. På 1180-talet anföll normanderna de bysantinska besittningarna längs Adriatiska havet. Konstantinopel tvingades höja skatterna och ta ut fler värnpliktiga. Detta ledde till uppror under ledning av bröderna Petăr och Asen. Petăr utropades till tsar Peter IV 1186.

## Andra bulgariska riket

Karta över det andra bulgariska riket under Ivan Asen II.

Tărnovo blev huvudstad i det återuppståndna Andra bulgariska riket, som omfattade området mellan Svarta havet, Donau och Stara Planina samt östra Makedonien, Valakiet och Moldavien. Bulgarien hade nu fått en egen ärkebiskop, som fick säte i Tărnovo. Tsar Kalojan lyckades driva bort ungrarna från nordöstra Bulgarien och kunde 1202 sluta fred med Konstantinopel. Då hade korstågen börjat och det fjärde korståget erövrade Konstantinopel 1204 och utropade det latinska riket med Balduin I som kejsare. När korstågsriddarna gick till anfall mot Adrianopel den 29 mars 1205 samlade Kalojan ihop en armé och besegrade riddarna i grunden i slaget vid Adrianopel den 14 april och tillfångatog Balduin I.
Under tsar Ivan Asen II, son till Peter IV:s bror Asen, nådde Bulgarien sin största geografiska utbredning. Efter Konstantinopels fall upprättades ett bysantinskt rike vid Epirus vid Egeiska havet, Despotatet Epirus. 1214 blev Theodoros Angelos Komnenos despot. Theodoros bekämpade tillsammans med Ivan Asen II det latinska riket, men vände sig sedan emot Ivan Asen. Vid slaget vid Klokotnitsa den 9 mars 1230 vann bulgarerna ytterligare en seger och kunde erövra Thrakien. Efter Ivan Asens död inleddes en ny nedgångsperiod, och Bulgarien saknade starka ledare. Delar av riket erövrades av grannstaterna, och landet tvingades betala tribut till Gyllene horden. Sedan mongoler anfallit riket under 1270 inleddes ett bondeuppror av svinaherden Ivailo, som lyckades samla ihop en armé och var tsar i två års tid.

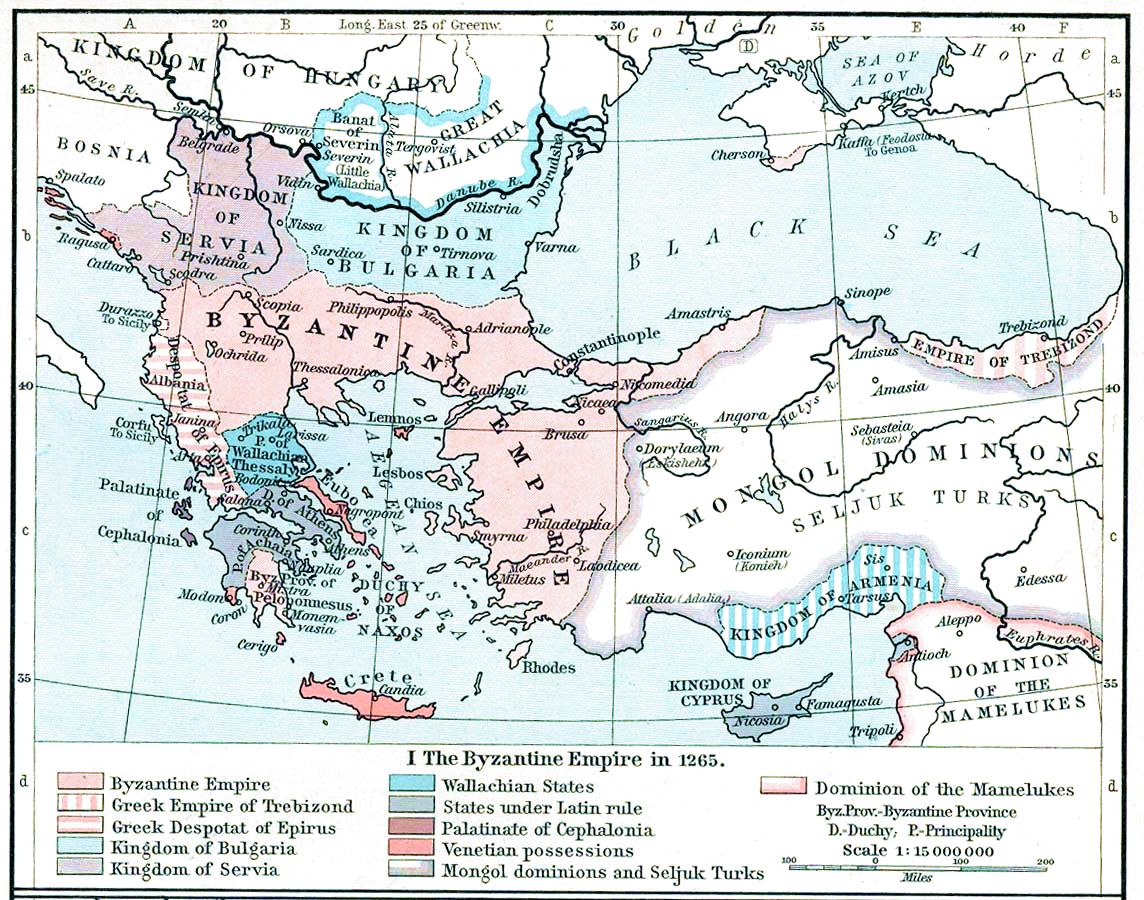
Bulgarien år 1265.

Bulgarien under Ivan Alexanders styre (1331-1371).

Under 1300-talet var Bulgarien ständigt hotat av grannländerna Ungern och Serbien. Men Ivan IV var senare oförmögen att hantera intrång av de osmanska styrkorna, ungerska invasioner från nordväst och digerdöden. I ett olyckligt försök att bekämpa dessa problem har han delat upp landet mellan hans två söner, vilket framtvingade att möta den förestående osmanska erövringen försvagad och splittrad. Ivan IV styrde landet i 40 år och lyckades frigöra riket från Serbien men till stora kostnader för bönderna. Försvagat var landet därför ingen svår match för ett nytt hot från syd, det Osmanska riket, som erövrade Philippopolis (Plovdiv) 1362 och Sofia 1382. Osmanerna vände sig sedan mot serberna som de besegrade i slaget vid Kosovo Polje 1389. Sedan den bulgariska huvudstaden Tărnovo varit belägrad i tre månader kapitulerade bulgarerna i juli 1393.

## Osmanska riket

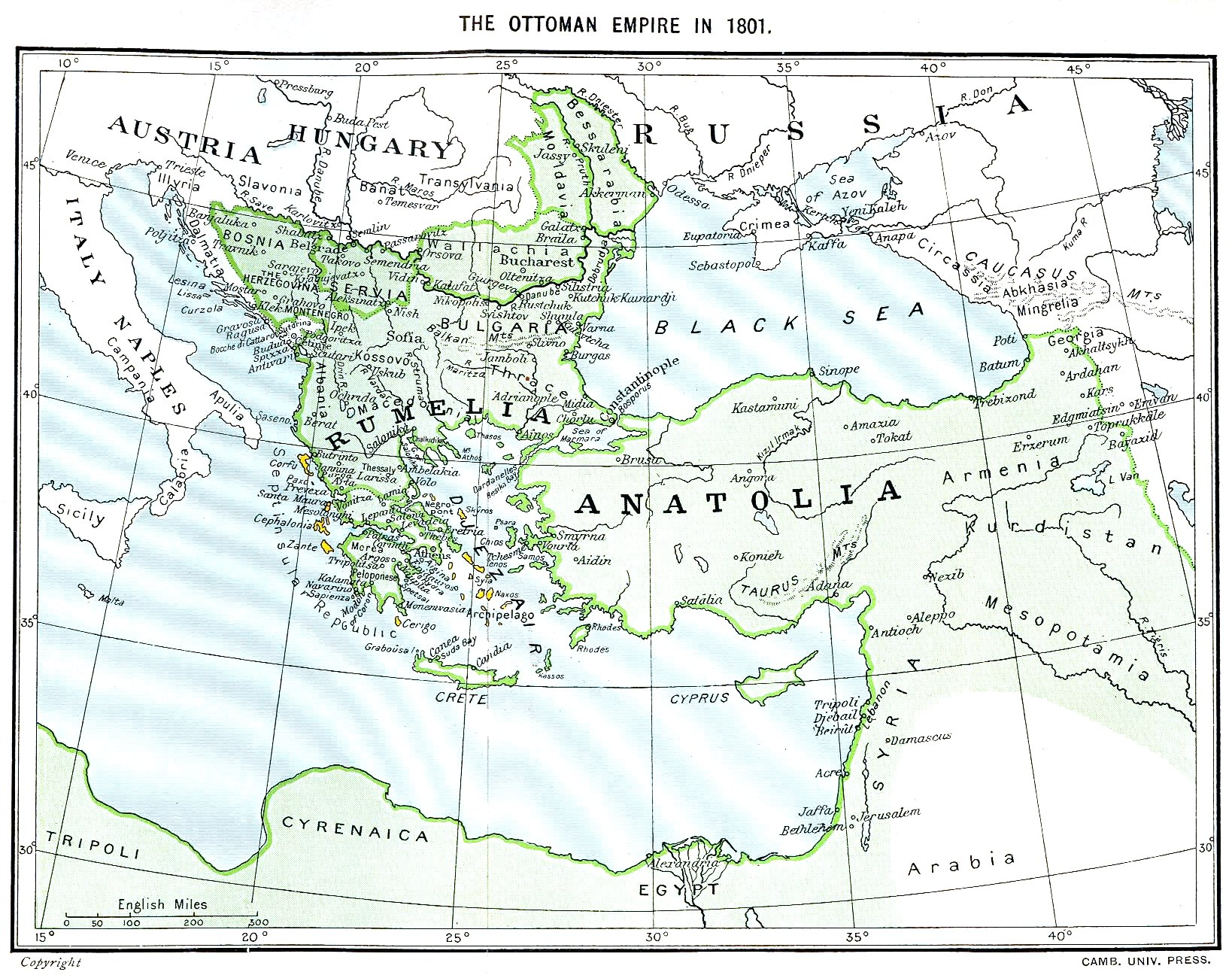
Osmanska riket 1801.

År 1454 infördes ett system i Osmanska riket som delade in invånarna i religiösa grupper, millet. Varje grupp fick själv ordna sina interna angelägenheter: den religiösa administrationen, skolor, familjerätt med mera. Varje millet hade en ledare som ansvarade inför sultanen för sin grupp. De främsta av dessa var muslimer, ortodoxa kristna, armenier och judar. Detta system innebar att invånarna i Bulgarien i regel inte tvingades till omvändelse. Ändå var det många som valde att konvertera, för att få lägre skatt än som kristen och för att lättare kunna göra karriär. Det engelska svärordet bugger från 1500-talet kommer från latinets Bulgarus Bulgar; från fördömandet av de östordoxa bulgarerna som heretiker. Bulgarien jämte flera andra länder i Balkanområdet utgjorde den osmanska provinsen Rumelien med en guvernör (begler-beg) i Sofia.
Böndernas jord beslagtogs av de nya härskarna, bönderna blev fredlösa ("rättslös fänad", raja) och måste gömma sig bland bergen. För att överleva måste de omvända sig till islam. Sultanen förlänade de konfiskerade jordegendomarna till framgångsrika turkiska krigare och ämbetsmän. Den bofasta befolkningen blev livegen till de nya godsherrarna. Kristna ynglingar utskrevs som en sorts skatt, tvångsomvändes till islam och tillfördes därefter krigsorganisationen janitsjarerna.

### Kamp för autonom kyrka
Den bulgariska kyrkans patriark avskaffades 1394 och kyrkan kom istället att lyda under den ortodoxa patriarken i Konstantinopel. Under 1600-talet försvagades Osmanska riket av att världshandelns fokus flyttade från Medelhavet till Atlanten. Efter att imperiet misslyckats med att inta Wien 1683 inleddes en nedgångsperiod. Janitsjarerna som hade utgjort den professionella kärnan av imperiets armé var inte längre lika trofasta och började se till sina egna intressen. Administrationen var korrupt och på viktiga poster utnämndes den som kunde betala mest. Bara de allra rikaste grekiska familjerna hade råd att få en son utnämnd till patriark och såg till att beskatta de underlydande för att få tillbaka pengarna.
Under slutet av 1700-talet och början av 1800-talet utbröt flera uppror på Balkan: på 1810-talet i Serbien och på 1820-talet i Grekland. Janitsjarerna motsatte sig alla försök att reformera armén eller att stoppa korruptionen och i juni 1826 slog sultanen Mahmud II till, avrättade ungefär 5 000 av dem och skickade tusentals i inre exil. Istället fick imperiet en värnpliktsarmé. Många bulgariska handelsmän blev rika av att klä och föda denna armé. Från 1830-talet gynnades Bulgarien av en ekonomisk högkonjunktur. En följd av konjunkturen blev att mängder av skolor byggdes. Läs- och skrivkunnigheten höjdes och böcker och tidningar på bulgariska började produceras.
Att den ortodoxa kyrkan dominerades av greker började uppmärksammas på allvar på 1820-talet. På 1830-talet hade många bulgariska präster utbildats i Ryssland och dessa önskade att den självständiga bulgariska kyrkan skulle återinföras. På 1830-talet protesterade många mot att korrupta greker utnämndes till biskopar i Bulgarien; på 1840-talet protesterade man istället mot att greker över huvud taget utnämndes till biskopar i Bulgarien. Striden fortsatte ända till slutet av 1860-talet. 1867 föreslog patriarken Gregorios VI att den bulgariska kyrkan skulle få autonomi och ledas av en exark, ett ämbete högre än ärkebiskop men lägre än patriark. Detta var bulgarerna missnöjda med men den 28 februari 1870 bestämde sultanen Abd ül-Aziz att så fick det bli. I sak betydde det att striden var över även om den självständiga bulgariska kyrkans territoriella utbredning återstod att lösa. 

### Kamp för politisk autonomi
Bulgarerna blev alltmer missnöjda under osmanernas styre. En misslyckad revolt bröt ut i Tărnovo 1595. Ett nytt uppror i mitten av 1600-talet slogs ner av pomakerna. År 1688 fick upprorsmakarna stöd från österrikiska hären, men det hjälpte inte. Det slutade med ett blodigt nederlag mot osmanerna. Tiden därefter kallades Den svarta träldomens tunga period. Bulgarerna bedrev även gerillakrigföring. Boskapsskötare kallade hajduter (hajduker) samlades i bergen och anföll därifrån janitsjarer, beger och personer knutna till den osmanska administrationen i allmänhet. De hade stöd av lokalbefolkningen. Osmanerna mötte detta med repressalier i form av bybränning. Skalan var en by per dödad osman. Detta pågick länge. Hajdutskaror tillintetgjordes, men återuppstod på andra platser. Motståndsrörelsen kompletterades genom diverse sammanslutningar av olika slag av dissidenter. Osmanerna slog ned, men bulgarerna gav sig inte; nya motståndsgrupperingar bildades hela tiden.
En politisk rörelse för bulgarisk självständighet uppkom på 1860-talet. Frihetskämpen Georgi Rakovski hade lett en bulgarisk styrka som hjälpte till när serberna drev ut de osmanska styrkorna ur Belgrad 1862 och den självständiga staten Serbien skapades. Efter detta upprättade Rakovski en gerilla, tjeti, med syfte att på olika sätt försvåra för den osmanska armén. Rakovski dog redan 1867 men efterlämnade en skara hängivna efterföljare som fortsatte den militära kampen för självständighet. År 1875 hade oroligheter brutit ut i det osmanska rikets nordvästra hörn, Bosnien. Serbien och Montenegro förberedde ett anfall mot Osmanska riket. I Bulgarien ansåg självständighetsivrare att detta var ett perfekt tillfälle, och uppror utbröt i flera bulgariska städer. Aprilupproret fick aldrig vind i seglen, och Osmanska rikets irreguljära trupper, basjibosuker, slog tillbaka hårt. Orter runt Filippopel lades i aska. Det värsta blodbadet inträffade i Batak, en by i Rodopibergen. Uppskattningsvis 5 000 människor dödades, många av dem när de låstes in i en kyrka och innebrändes. 
Massakern väckte stor uppmärksamhet i hela Europa och kallades "de bulgariska gräsligheterna". I december 1876 möttes flera länders ambassadörer i Konstantinopel för att få en uppgörelse till stånd. Ryssland krävde en bulgarisk stat som innefattade alla områden där det bodde bulgarer; även Makedonien, Moesia, Thrakien och Dobrudja. Storbritannien såg hellre en betydligt mindre bulgarisk stat. Till slut lyckades man enas om en kompromiss. I sista stund avvisade dock Osmanska riket all inblandning. Då förklarade tsar Alexander II av Ryssland krig mot Osmanska riket. Det rysk-turkiska kriget bröt ut i april 1877. Vid krigsutbrottet trodde många att det skulle bli en lätt seger för ryssarna mot det krigströtta Osmanska riket. Det senare lyckades dock försvara sig tappert, och det dröjde till januari 1878 innan Sofia kunde ockuperas. Den 3 mars 1878 undertecknades ett preliminärt fredsavtal i San Stefano (numera Yeşilköy väster om Istanbul). 

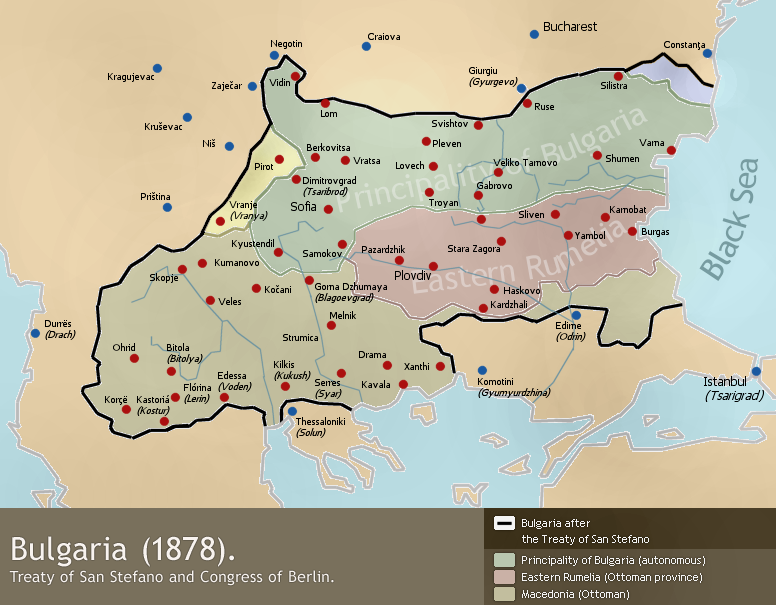
Bulgariens gränser enligt freden i San Stefano jämfört med efter Berlinkongressen.

Både Serbien och Grekland oroades över att få en sådan stor stat till granne, och de europeiska stormakterna var rädda att Ryssland med sina nära band till Bulgarien skulle få ökat inflytande på Balkan. Bulgarerna såg Ryssland som en befriare, och landet gavs smeknamnet "Gamle Iván", en benämning som lever kvar än i Bulgarien. Man oroades också över Bulgariens närhet till Bosporen. Genom Berlinkongressen 1878 lyckades stormakterna 13 juli få fredsavtalet i San Stefano upphävt: Makedonien och Thrakien skulle stanna under Osmanska riket. Den södra delen av det egentliga Bulgarien skulle bli en autonom osmansk provins, Östrumelien, lett av en kristen generalguvernör som utnämndes av sultanen med en mandattid på 5 år. Östrumeliens huvudstad blev Filippopel, nuvarande Plovdiv. Bulgarien skulle endast omfatta området mellan Donau och Balkanbergen samt området kring staden Sofia. Landet skulle vara ett furstendöme som erkände Osmanska rikets överhöghet.
En bulgarisk generalförsamling möttes i Tărnovo i februari 1879 för att utarbeta en konstitution. Den kunde efter diskussioner undertecknas den 28 april. "Tărnovokonstitutionen" var en av de mest demokratiska i Europa. Ett enkammarparlament skulle väljas i direkta val med allmän rösträtt för män från 21 år. Den lagstiftande makten skulle delas med fursten. Medborgerliga rättigheter som press- och mötesfrihet stipulerades. Den ortodoxa kyrkan blev statskyrka, men den först utsedda fursten behövde inte tillhöra den. Följande dag valdes den 22-åriga hessiske prinsen Alexander av Battenberg, vars faster var gift med tsar Alexander II, till furste av Bulgarien.

## Självständigt furstendöme

### Furst Alexander

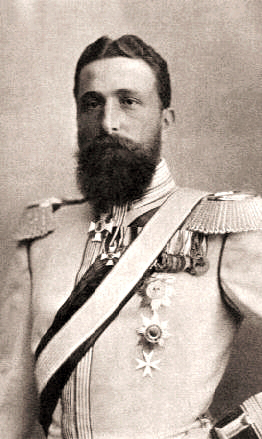
Alexander av Bulgarien.

I september 1879 hölls de första allmänna valen till parlamentet. Parlamentet dominerades av liberaler, som furst Alexander hade svårt att samarbeta med. Han lät upplösa parlamentet och utlyste nyval till tidigt 1879. Liberalerna vann även detta val och i detta läge hade fursten inget annat val än att låta liberalerna bilda regering. Efter att i snabb takt ha avverkat två liberala premiärministrar sammankallade han en nationalförsamling för att skriva om konstitutionen. Efter de korrupta valen till denna församling i juli 1881 fick denna en konservativ majoritet som skrev om konstitutionen som fursten ville: de allmänna valen gjordes indirekta och parlamentet fick en första kammare som skulle stoppa alltför radikala förslag. Förhållandet till Ryssland försämrades efter att detta land framställt krav på byggandet av en järnvägslinje från Varna till Sofia, en linje som hade en uppenbar militärstrategisk betydelse, åtminstone för Ryssland. Liberaler och konservativa i förening kunde avvisa detta och kunde efteråt bilda en koalitionsregering.

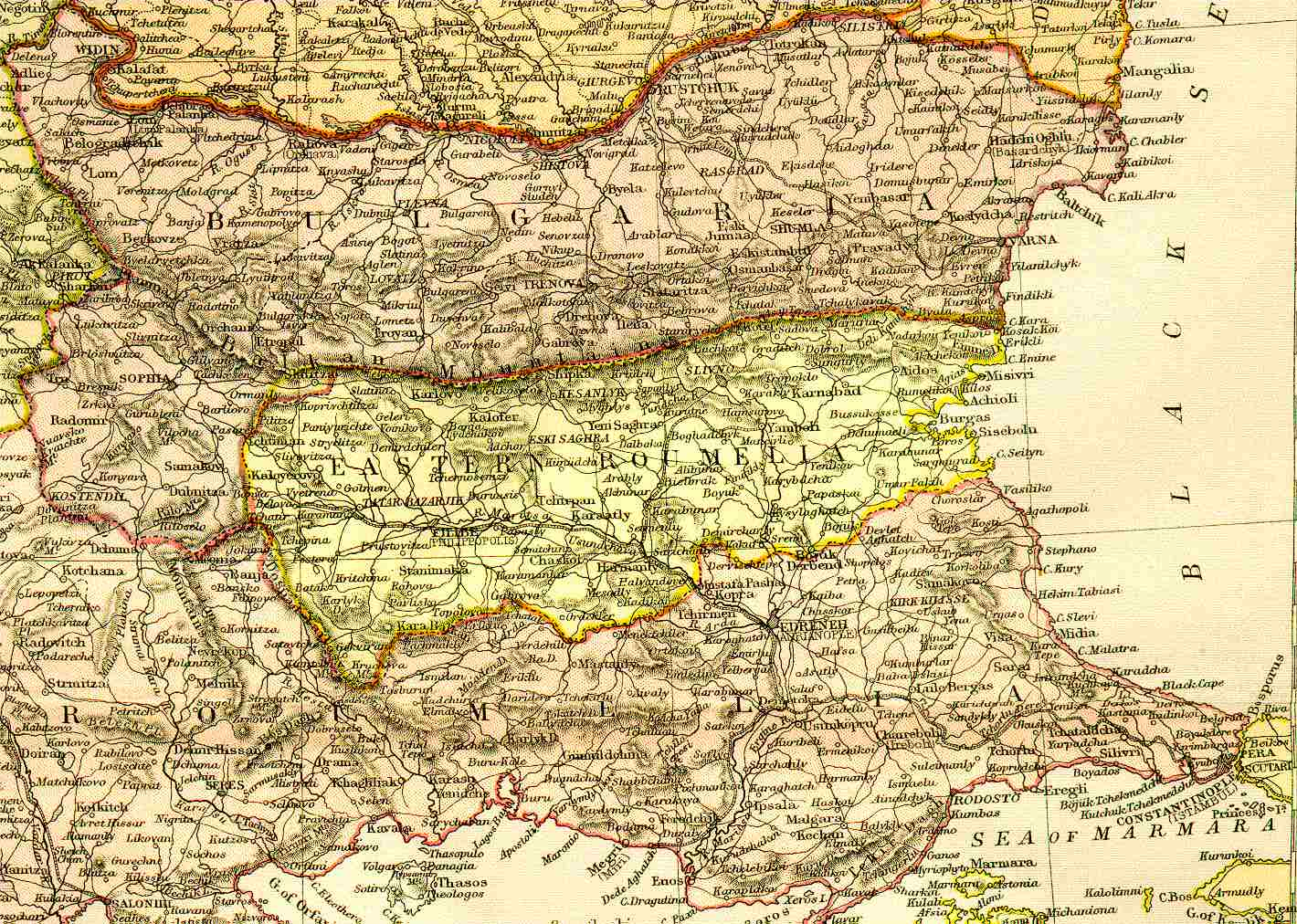
Bulgarien och Östrumelien 1882.

Frågan om Östrumelien blev aktuell under 1885. Tanken var att en folkvald församling i Östrumelien skulle utse ett styrande råd där bulgarer, turkar och greker skulle vara representerade. När det dock gällde såg bulgarerna till att lägga beslag på alla platser i rådet själva. I Östrumelien utbröt upplopp i september och den 18 september intogs huvudstaden Plovdiv av upprorsmakare som tvingade generalguvernören att avgå. Furst Alexander kom snabbt till Plovdiv och utropade att Östrumelien och Bulgarien nu var förenade. Ryssarna blev mycket upprörda, då fursten så sent som i augusti hade lovat den ryske utrikesministern att några politiska förändringar inte var att vänta. Samtliga ryska militärrådgivare drogs tillbaka vilket betydde att den bulgariska armén saknade officerare högre än kapten. Även grannstaterna var oroade och den 13 november förklarade Serbiens prins Milan krig. Den bulgariska armén var koncentrerad vid gränsen mot Osmanska riket men fick i hast marschera upp till gränsen mot Serbien. Vid slaget vid Slivnitsa den 17-19 november vann bulgarerna en storseger, gick över gränsen och ockuperade de serbiska städerna Pirot och Niš. Marschen skulle förmodligen ha fortsatt mot Belgrad om inte Österrike-Ungern hade ingripit och hotat att gå till anfall om inte Bulgarien drog sig tillbaka.
Det serbisk-bulgariska kriget slutade därför med seger för Bulgarien, en seger som dock för framtiden skulle ge bulgarerna ett alltför stort övermod och tillit till sin militära förmåga. Med Osmanska riket kom Bulgarien överens om att sultanen vart femte år skulle utse den bulgariske regenten till generalguvernör. Trots segern ökade kritiken mot furst Alexander för att han inte lyckats tvinga av sultanen fler eftergifter och han kritiserades för att bedriva svågerpolitik. Ryssland underblåste också oppositionen och i augusti 1886 gjordes ett kuppförsök av officerare. Kuppen slogs ned av premiärminister Stambolov men när prinsen efteråt krävde politiskt stöd av den ryske tsaren Alexander III fick han bara tystnad till svar. Den 7 september 1886 lämnade furst Alexander Bulgarien för alltid.

### Furst Ferdinand

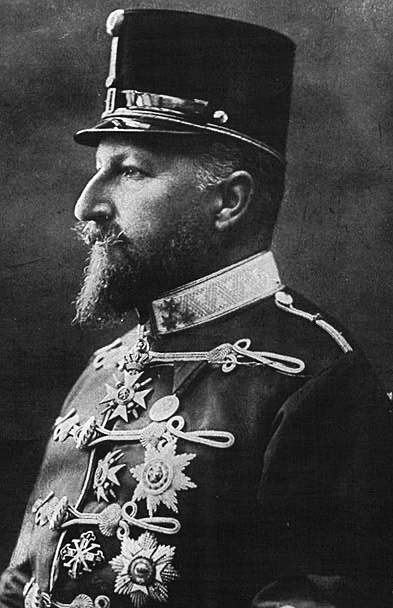
Ferdinand av Bulgarien.

När fursten hade lämnat landet togs styret över av ett regentskapsråd, lett av talmannen Stambolov. En nationalkongress samlades för att välja ny regent, medan förhållandet till Ryssland blev allt sämre. I mars 1887 skedde flera revolter vid olika militärregementen och Stambolov slog ned dessa brutalt - som straff avrättades var tjugonde soldat vid dessa regementen. Nationalförsamlingens sökande efter en ny regent kunde avslutas när prins Ferdinand av Sachsen-Coburg-Gotha i juli 1887 valdes till ny regent. Ferdinand utnämnde Stambolov till ny premiärminister. Stambolov såg till att uppror och mordförsök kvästes hårt, och han lyckades nå framgång i Makedonien-frågan när Osmanska riket lät överföra de ortodoxa stiften i Skopje, Ohrid och Bitolja till bulgariska ortodoxa kyrkan. Detta förbättrade även relationen mellan fursten och den ortodoxa kyrkan, åtminstone tillfälligt. Fursten gifte sig med prinsessan Marie-Louise men på villkor att deras barn uppfostrades som katoliker.
Efter tsar Alexander III:s bortgång kunde relationerna med Ryssland förbättras. Det ryska villkoret för att erkänna Ferdinand som Bulgariens regent var dock att katoliken Ferdinand konverterade. Detta var också ett krav i Bulgariens konstitution som man dittills bortsett ifrån. För Ferdinand var det ett pris värt att betala och den 14 februari 1896 döptes Ferdinand med den ryske tsaren Nikolaj II som gudfar. Två veckor senare erkände sultanen Ferdinand som Östrumeliens generalguvernör. Ferdinand ville göra Bulgarien till Balkans Belgien och satsade på att utveckla industrin, bygga hamnar, anpassa lagstiftningen och höja importtullarna. I själva Bulgarien fick industrin stöd genom billiga järnvägstransporter på de statliga järnvägarna men järnvägsnätet i Östrumelien, däribland linjen Wien-Konstantinopel, ägdes i huvudsak av Deutsche Bank och det var därför uteslutet att nationalisera nätet. Premiärminister Konstantin Stoilov satte därför igång att bygga järnväg parallellt, men detta blev ett enormt dyrt fiasko och avslutades aldrig.
Medan den framväxande industrin gynnades höjdes skatterna för bönderna. Detta skapade stort missnöje på landsbygden och 1899 bildades en organisation för bönderna som snart blev ett politiskt parti, Agrarpartiet. 1892 bildades det socialdemokratiska partiet, som 1903 splittrades mellan revolutionärer och reformister. I Makedonien, ännu styrt av Osmanska riket, skedde otaliga upprorsförsök där man krävde autonomi. Upprorsmakarna förde ett gerillakrig i gränstrakterna mot Bulgarien vilket oroade Ryssland som tvingade den bulgariska regeringen att sätta stopp för detta. I februari 1903 antogs en lag som upplöste alla makedonska organisationer. Detta fick knappast någon effekt och i augusti utbröt uppror i Makedonien som slogs ned våldsamt och skapade en flyktingström till Bulgarien. Bulgarien vågade inte ingripa, dels på grund av Rysslands inställning, dels därför att den osmanska segern i Osmanska rikets krig mot Grekland 1897 visade att "Europas sjuke man" fortfarande kunna vinna krig. Furst Ferdinand kände sig till slut tillräckligt säker i sadeln för att utropa Bulgariens självständighet den 5 oktober 1908. Orsaken var att ungturkarna i juli hade tagit makten i Konstantinopel och lovat att förena alla områden i Osmanska riket, det vill säga även Östrumelien. När strejk utbröt vid järnvägsnätet i Östrumelien tog Ferdinand detta som en förevändning för att nationalisera järnvägen den 19 september.

### Balkankrigen

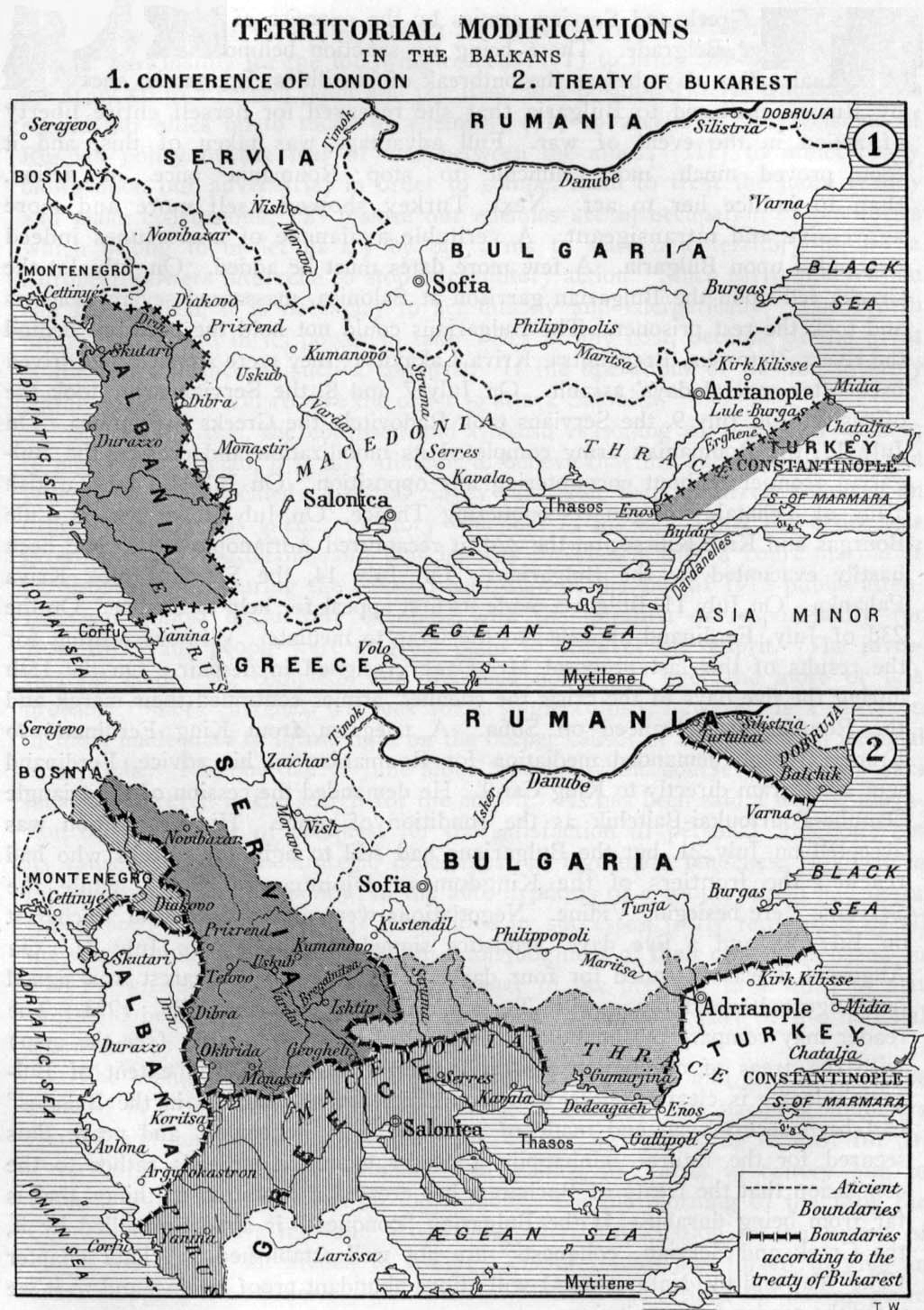
Gränsförändringar efter Balkankrigen.

När Ivan Gesjov tillträdde som premiärminister 1911 ville han förbättra relationerna med Ryssland. Ryssland ville att Bulgarien och Serbien skulle ingå en allians. I Albanien skedde upplopp och revolter och Ryssland fruktade att någon av stormakterna skulle välja att intervenera militärt. Både Serbien och Bulgarien var intresserade av att erövra territorium från Osmanska riket och den 13 mars 1912 kom man överens om att Makedonien skulle delas. I maj slöts ett liknande avtal med Grekland och tillsammans med Montenegro bildade länderna en hemlig pakt riktad mot Osmanska riket. Sommaren 1912 skedde en revolt i Albanien som spillde över till Makedonien. Den 7 september beslutade den bulgariska regeringen att förbereda krig mot Osmanska riket och den 8 oktober förklarade Montenegro krig mot osmanerna. Grannstaterna följde snabbt efter. Osmanerna slogs snabbt tillbaka och bulgariska trupper hotade att inta Konstantinopel innan ett avtal om eldupphör kunde undertecknas den 2 december.
Fredsavtalet undertecknades i London den 30 maj 1913, men av detta framgick inte exakt hur Makedonien skulle delas upp. Förhandlingarna mellan Bulgarien, Serbien och Grekland ledde ingen vart och den 29 juni anföll den bulgariska armén Serbien och Grekland, först med framgång, men efter två veckor mobiliserade Rumänien och hotade att gå över gränsen. Oförmögen att kunna stoppa den rumänska armén var Bulgarien tvungen att förhandla om eldupphör den 31 juli och vid freden i Bukarest den 10 augusti förlorade landet det bördiga södra Dobrudzja till Rumänien. Av det osmanska rikets tidigare områden tillföll endast en mindre del av Makedonien och 10 mil kuststräcka vid Egeiska havet Bulgarien.

## Första världskriget
Efter Balkankrigen behövde landet pengar för att kunna börja betala av krigsskadeståndet och i juli 1914 fick Bulgarien låna 500 miljoner leva av tyska banker. När första världskriget utbröt uppvaktades både Ferdinand och premiärminister Vasil Radoslavov från både ententen och centralmakterna men kungen förklarade att landet var strikt neutralt. Landet hade en strategisk placering mellan Turkiet och Österrike nära Bosporen och hade trots nederlaget kvar en betydande armé. Förlusten i Balkankriget hade skapat revanschlusta och centralmakterna erbjöd hela Makedonien och stora delar av Thrakien i utbyte - ententen hade knappast något att komma med. På sommaren 1915 gjorde Ferdinand sitt val, mobiliserade den 21 september och deltog med centralmakterna i anfallet mot Serbien från den 11 oktober 1915. Den serbiska delen av Makedonien (dagens Nordmakedonien), delar av norra Grekland samt södra och norra Dobrudzja ockuperades.
Medverkan i kriget skapade dock stora problem med matförsörjningen. Livsmedel och hästar köptes upp eller beslagtogs av militära myndigheter och hungersnöden utmynnade i krav på att Bulgarien skulle dra sig ur kriget. När Frankrike och Storbritannien anföll den 15 september 1918 hade de bulgariska trupperna inte mycket att sätta emot och den 29 september undertecknades ett avtal om eldupphör. Ferdinand abdikerade och lämnade Bulgarien den 3 oktober. Han efterträddes av sin son Boris III. Vid fredsfördraget i Neuilly-sur-Seine som undertecknades den 27 november 1919 tvingades landet avträda allt erövrat territorium, däribland kuststräckan vid Egeiska havet och södra Dobrudzja. Landet skulle också betala krigsskadestånd på 2 250 miljoner guldfranc.

## Mellankrigstiden
Redan före kriget hade Aleksandăr Stambolijski blivit en förgrundsfigur inom Agrarpartiet. Han hade varit motståndare till Bulgariens inblandning i första världskriget och satt i fängelse under kriget. I oktober 1919 blev Stambolijski premiärminister och såg med hjälp av tuffa metoder till att den generalstrejk som kommunister och socialdemokrater utlyste i slutet av december misslyckades. Stambolijski utlyste parlamentsval till den 28 mars 1920. Agrarpartiet lyckades inte få egen majoritet, men valet underkändes då i så många valkretsar där kommunisterna vunnit att Agrarpartiet ändå fick egen majoritet. Agrarpartiet sjösatte därefter en jordreform för att omfördela jorden från stora till små lantbrukare. En annan reform var att begränsa bostadsstorleken för stadsbor. Fredsavtalet efter kriget hade tvingat Bulgarien att avskaffa värnplikten men 1920 infördes en obligatorisk arbetstjänst där unga bulgarer måste delta i att bygga vägar och allmänna byggnader.
Det fanns många grupper som hade missgynnats av Agrarpartiets politik. Även valsystemet gjordes om från proportionellt valsystem till majoritetsval i enmansvalkretsar. Vid parlamentsvalet i april 1923 vann Agrarpartiet en storseger. Politiska motståndare - makedonska VMRO, militären och några socialdemokrater - genomförde därför en statskupp på morgonen den 9 juni 1923. Stambolijski torterades till döds den 14 juni. Kuppmakarna hade inte invigt kommunisterna i sina planer och i september försökte kommunisterna under ledning av Georgi Dimitrov göra revolt. Upproret slogs ned och kommunisterna förbjöds att verka. Den nya regeringen under Aleksandăr Tsankov förföljde agrarer och kommunister och många av dessa flydde utomlands. När kommunisterna sprängde Sveta Nedelja-katedralen i Sofia under en statsbegravning den 16 april 1924 infördes undantagstillstånd, vänstersympatisörer arresterades och vissa av dem försvann spårlöst eller avrättades.
Tsankovs hårdföra politik gav Bulgarien dåligt rykte utomlands och när landet försökte låna pengar för att kunna ta hand om de makedonska flyktingarna gjorde långivarna klart att detta inte var möjligt så länge Tsankov satt kvar. Tsankov avgick därför i januari 1926 och efterträddes av Andrej Ljaptjev, som lättade på restriktionerna och tillät fackföreningarna att verka igen. 1927 tilläts kommunisterna att verka politiskt igen. Parlamentsvalen i juni 1931 vanns av oppositionen. Regeringen försökte göra vad den kunde när Bulgarien drabbades av ekonomisk lågkonjunktur. Den makedonska rörelsen VMRO verkade fritt och fortsatte med sin väpnade kamp som särskilt riktades mot den serbiska delen av Makedonien. Förhållandet till grannländerna försvårades av att Bulgarien tydligt visade att landet inte accepterade de existerande gränserna. När Jugoslavien, Grekland, Turkiet och Rumänien slöt ett förbund, Balkanpakten, i Aten den 9 februari 1934 var Bulgarien inte inbjudet. Bulgariska politiker såg mellan fingrarna när makedonska VMRO fortsatte med sin gerillaaktivitet vid gränserna mot Jugoslavien och Grekland.
Den 19 maj 1934 gjordes en ny statskupp av grupper med band till militären, "Devenaitseti", "19:arna". Den nya regeringen, ledd av överste Kimon Georgiev, ville förbättra förhållandet till grannländerna. VMRO hade i praktiken styrt gränsområdet men den nya regeringen satte in militären för att ta kontroll. Syftet var att förbättra relationerna med Jugoslavien. I juli erkändes också Sovjetunionen. Inrikespolitiskt tog man kontrollen över regioner och kommuner genom att ersätta valda borgmästare med utnämnda tjänstemän. Turkiska geografiska namn ersattes med bulgariska namn. I januari 1935 tvingades Georgiev bort och i april hade kung Boris tagit över kontrollen och förklarade att landet skulle få en ny konstitution. De politiska partierna hade redan upplösts och fackföreningarna ersattes av en enda centralstyrd organisation. Den hårda taktiken mot de makedonska grupperna fick resultat när Bulgarien i januari 1937 slöt ett vänskapsavtal med Jugoslavien.

## Andra världskriget
När andra världskriget bröt ut i september 1939 förklarade sig Bulgarien neutralt. Kung Boris sade nej till propåer om att ingå i pakter med andra länder och tackade nej till en biståndspakt med Sovjetunionen i oktober 1939, erbjudande att ingå i Balkanpakten i februari 1940 och ett nytt förslag i november 1940 om en biståndspakt med Sovjetunionen som skulle ge Sovjet en flottbas i Bulgarien. Frankrikes fall sommaren 1940 innebar att det tyska trycket på balkanstaterna ökade och i Wien tilldelades den 7 september 1940 Bulgarien södra Dobrudzja, vilket tyskarna tvingade Rumänien att släppa. I december 1940 inleddes dock samtal med Tyskland eftersom tyskarna planerade att anfalla Grekland. Den 1 mars 1941 undertecknade premiärminister Bogdan Filov Tremaktspakten med Tyskland i Wien och därefter kunde tyska trupper transporteras genom Bulgarien på väg till Grekland. Därmed hade Bulgarien anslutit sig till axelmakterna.
Efter att tyskarna anfallit och ockuperat Grekland i april 1941 fick Bulgarien delar av krigsbytet, västra Thrakien, stora delar av Makedonien med den stora staden Saloniki samt några öar i Egeiska havet. Kung Boris var fortfarande angelägen att Bulgarien skulle behålla så stor handlingsfrihet som möjligt. Han ville inte att bulgariska trupper skulle delta i kriget mot Sovjetunionen utan istället fick bulgariska trupper avlösa tyska trupper placerade i det ockuperade Jugoslavien. Kung Boris kunde också avvisa tyska propåer att deportera Bulgariens judar till förintelseläger även om livet för judarna hade försvårats på många sätt och många satts i arbetsläger. I de nyligen ockuperade områdena i Thrakien och Makedonien kunde dock tyskarna deportera judar obehindrat.
Den 15 augusti 1943 återvände kung Boris till Bulgarien efter att ha mött Hitler i Berlin. Boris led av en hjärtsjukdom och avled den 28 augusti. Eftersom prins Simeon var för ung tillsattes ett regentskapsråd under ledning av premiärminister Filov. Mot slutet av året utsattes Sofia för de första flygbombningarna och rådet började överväga hur Bulgarien kunde dra sig ur kriget. Hemliga kontakter med USA gjorde dock klart att villkoret var svårsmält: villkorslös kapitulation. Trots att det rådde matbrist befarade rådet att bulgarerna inte skulle gå med på att uppge Makedonien och Thrakien, dessutom fanns det tyska trupper i landet. Efter sovjetiska påtryckningar ombads tyskarna i juli 1944 att dra bort sina trupper från Varna.

Den bulgariska flagga som användes mellan 1878 och 1944.

Den 17 augusti förklarade sig Bulgarien vara neutralt och krävde den 25 augusti att alla tyska trupper skulle lämna landet. Då fanns Röda armén redan i Rumänien och den 30 augusti förklarade Sovjetunionen att de tänkte strunta i Bulgariens neutralitetsförklaring. Den 5 september förklarade Sovjetunionen krig mot Bulgarien. Den 7 september hade alla tyska trupper lämnat landet och samma dag förklarade Bulgarien krig mot Tyskland från följande dag. Trots det korsade Röda armén den 8 september Donau och ockuperade huvudstaden Sofia den 17 september. Vänsteroppositionen Fosterlandsfronten anordnade upplopp i Sofia. Frontens anhängare lyckades tillsammans med krigströtta soldater den 9 september ta kontrollen över krigsministeriets byggnad och några timmar senare hade regeringen störtats.
Bulgariens armé deltog nu i kriget mot Tyskland och tillsammans med Röda arméns 3:e ukrainska armé fortsatte de genom Ungern och in i Österrike. Bulgarien kunde under kriget rädda cirka 50 000 judar från att hamna i koncentrationsläger.

## Realsocialistisk diktatur

### Kommunistpartiets maktövertagande
Fosterlandsfronten bildade en ny regering, som leddes av Kimon Georgiev och bestod av företrädare för olika partier. Kommunistpartiet hade fyra av sexton ministerposter, men bland dessa fanns de betydelsefulla inrikes- och justitieministerposterna, och kommunisterna blev i praktiken det dominerande partiet i regeringen. Genom deras kontroll av inrikes- och justitieministerierna kunde de bygga upp en ny polis, folkmilisen, och nya ”folkdomstolar”, som användes för att rensa ut politiska motståndare. Kommunistpartiet var till en början mycket populärt, liksom Sovjetunionens närvaro i landet. Många bulgarer hade traditionellt en ryssvänlig inställning. Sovjetunionen fick mycket starkt inflytande i Bulgarien genom att de allierade lät dem bli permanent ordförande i den kommission som skulle övervaka Bulgariens interna affärer tills ett fredsavtal skulle slutas. Under denna tid skulle också Röda armén vara kvar i landet. Sovjetunionen hade också många rådgivare på olika regeringsnivåer i Bulgarien. När lokalkommittéer av Folkfronten inrättades på olika håll i landet kom de under kommunisternas kontroll. 
En viktig motkraft mot kommunisterna var agrarpartiet, som var splittrat men fortfarande inflytelserikt. En del av partiet ingick i Folkfrontsregeringen. Från 1945 kom denna grupp att ledas av Nikola Petkov, som ingick i regeringen. Han verkade för att minska kommunisternas inflytande i Folkfrontens lokalkommittéer. I maj 1945 skedde en ny splittring i partiet mellan dem som fortsatte att stödja kommunisterna och dem, ledda av Petkov, som förhöll sig mer självständigt. I det val som hölls senare under 1945 drev kommunisterna igenom att alla partier inom Folkfronten ställde upp en gemensam kandidatlista. Petkov ansåg att detta var odemokratiskt och uppmanade till bojkott av valet. Efter valet tillträdde en ny regering ledd av kommunistledaren Georgi Dimitrov. USA vägrade först att erkänna regeringens legitimitet och västmakterna genomdrev att två ministrar från oppositionen skulle ingå i regeringen. Kommunisterna gick dock inte med på oppositionens krav på nyval, och fick Sovjetunionens fulla stöd för sin hållning. 

### Bulgarien blir folkrepublik
1946 hölls folkomröstning om monarkin, som ledde till att Simeon avsattes och Bulgarien utropades som republik. (Simeon sökte sedan asyl i Egypten.) En ny stor nationalförsamling valdes med uppgift att utarbeta en ny författning. Kommunisterna såg till att få en stor majoritet i denna församling, men deras popularitet hos befolkningen började samtidigt minska. Regeringen genomförde flera impopulära åtgärder, särskilt en valuta- och bankreform i mars 1947 som missgynnade dem som hade besparingar. Nikola Petkov ledde oppositionen mot kommunisterna i nationalförsamlingen, tills han i juni blev arresterad och åtalad och dömd till döden i en skenrättegång. Efter Petkovs död försvagades oppositionen och kommunisterna genomdrev en ny författning efter sovjetisk modell. Bulgarien utropades till folkrepublik och alla partier inom Folkfronten tvingades erkänna kommunistpartiets ledande roll. Kommunisterna valde dock att låta agrarpartiet fortsätta att existera som separat parti, på grund av dess traditionellt starka ställning bland bönderna. Agrarpartiet ingick i regeringen i koalition med kommunistpartiet under hela den bulgariska folkrepublikens tid. I praktiken fick dock agrarpartiet endast begränsat inflytande eftersom den verkliga makten låg hos kommunistpartiets organ och inte i staten.   
Bulgarien omformades till en planekonomi. 1949 kom den första femårsplanen, som syftade till att industrialisera ekonomin och minska jordbrukets betydelse. Jordbruket kollektiviserades, delvis under hårt motstånd. Dimitrov efterträddes som generalsekreterare och premiärminister av Vălko Tjervenkov, som fortsatte att forma Bulgarien efter sovjetiskt mönster. Efter Stalins död 1953 förändrades attityden i den sovjetiska ledningen. I Bulgarien märktes detta genom att det sovjetiska inflytandet i landet minskade. Tjervenkov lämnade posten som kommunistpartiets generalsekreterare 1954, och efterträddes av Todor Zjivkov. Nikita Chrusjtjovs tilltagande omvärdering av Stalins politik drabbade Tjervenkov, som avgick även som premiärminister 1956 och efterträddes av Anton Jugov. Turkiskan förbjöds i skolorna 1958.

### Zjivkovperioden

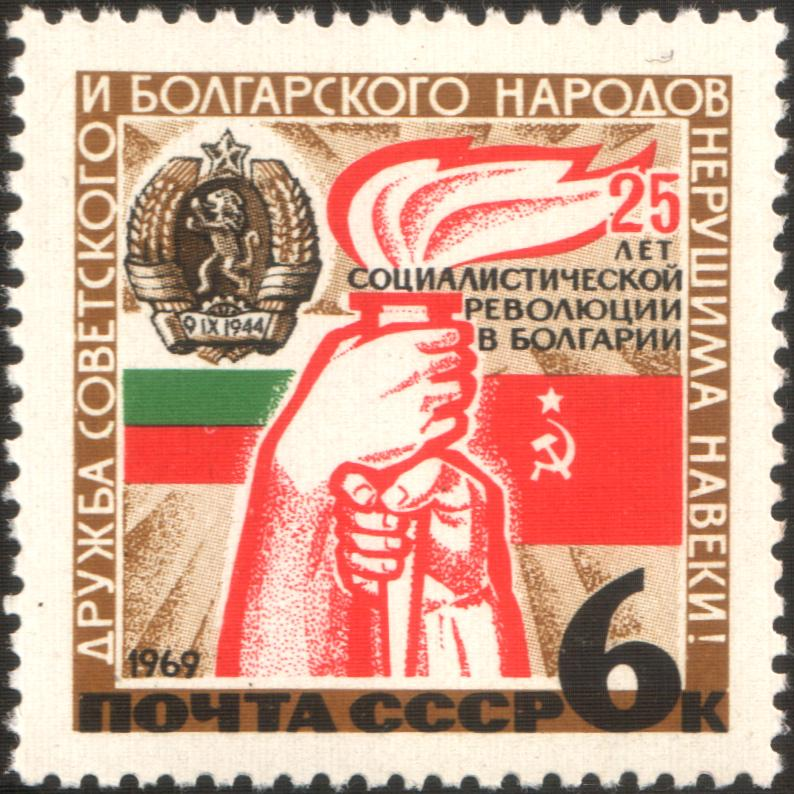
Ett sovjetiskt frimärke från 1969 med texten "Vänskapen mellan de sovjetiska och bulgariska folken är för alltid oförstörbar!"

Zjivkov och Jugov följde lojalt Chrusjtjov under Ungernrevolten och den hårdare politik som följde. Under slutet av 1950-talet och början av 1960-talet skedde en maktkamp mellan Jugov och Zjivkov, som slutade med att Zjivkov med Moskvas hjälp segrade och Jugov tvingades avgå vid partikongressen 1962. Zjivkov fortsatte att följa Sovjetunionens linje nära, särskilt i utrikespolitiken. Han föreslog till och med vid två tillfällen, för Chrusjtjov respektive Brezjnev, att Bulgarien kunde införlivas i Sovjetunionen, men fick inte stöd för detta från de sovjetiska ledarna. Under 1960- och 1970-talen upplevde Bulgarien ökande välstånd. Bulgarien gynnades av handeln inom östblocket i Comecon. År 1971 infördes en ny konstitution för folkrepubliken Bulgarien och ett nytt partiprogram för Bulgariens kommunistparti. I praktiken innebar detta inte några större förändringar. Partiprogrammet talade dock om att socialismen nu hade byggts upp och att målsättningen nu var att bygga en mogen socialism i ett enat socialistiskt samhälle, vilket innebar att skillnader inom landet skulle minskas. Till en början rörde detta främst skillnader mellan stad och landsbygd, men det kunde också tolkas i etniska termer. De etniska minoriteterna i landet utsattes för ett hårdare tryck och krav på assimilering. Muslimska bulgarer med turkiska namn tvingades byta till slaviska namn i början av 1970-talet. De som vägrade blev straffade. 
Under 1980-talet beslöt kommunistpartiets ledning att tillämpa denna politik även mot Bulgariens turkiska minoritet. Från 1985 tvingades bulgarienturkar byta till bulgariska namn och användning av turkiska i offentliga sammanhang förbjöds. Assimilationspolitiken mötte motstånd, som vid flera tillfällen slogs ned med hjälp av militären. Bulgariens politik mot turkarna väckte starka internationella protester, och blev en bidragande orsak till Zjivkovregimens fall i slutet av 1980-talet. En annan orsak var de ekonomiska svårigheter som framkom under 1980-talet. Det var svårare än väntat för den bulgariska ekonomin att klara en övergång till intensiv tillväxt. Bulgarien hade, liksom de övriga planekonomierna i Östeuropa, svårt att hänga med i den tekniska utvecklingen. Även utrikeshandeln gick dåligt och landet drogs med en stor utlandsskuld. Regimen försökte motverka nedgången i ekonomin genom införandet av en ny ekonomisk mekanism (NEM), som bland annat gav ett visst utrymme för marknadskrafter och konkurrens. Denna strategi fick dock liten effekt i praktiken. 
När Michail Gorbatjov kom till makten i Sovjetunionen 1985 visade sig ett nytt problem för Zjivkov och hans regim. Zjivkov var nu den östeuropeiske ledare som hade suttit längst och när Gorbatjov påbörjade sin förnyelse i Sovjetunionen verkade Bulgariens ledning gammal och stel i jämförelse. Sovjetunionen lät nu i större utsträckning de östeuropeiska länderna sköta sig själva, vilket var en ny situation för Zjivkov som förlitat sig på Moskvas stöd. I juli 1987 aviserade han en stor omstrukturering av staten för att minska byråkratin, men regimen ville inte införa någon större politisk öppenhet, samtidigt som de sovjetiska idéerna om glasnost spreds till folket, som hade tillgång till sovjetisk TV. I slutet av 1980-talet bildades oppositionsgrupper med krav på politiska reformer och åtgärder mot miljöförstöringen i landet. Även den turkiska minoriteten protesterade. Regeringen svarade med att tillåta turkar att emigrera till Turkiet, vilket de gjorde i mycket större omfattning än väntat. Zjivkov var nu internationellt isolerad. Även inom partiet hade missnöjet växt och delar av partiledningen, under ledning av utrikesministern Petăr Mladenov, genomförde en kupp. Den 10 november 1989 avgick Todor Zjivkov.

## Republik efter 1991
Den nya ledningen för kommunistpartiet utlovade ökad demokrati och bad om ursäkt för den politik som förts mot den turkiska minoriteten. När denna politik formellt hade avskaffats 10 december 1989 följde en motreaktion från bulgariska nationalister som organiserade en stor demonstration i Sofia 7 januari 1990. Även motdemonstrationer till stöd för den nya politiken hölls. Ett socialt råd med representanter för olika politiska grupperingar bildades för att nå enighet om hur demokratiseringen i landet skulle gå till. Kommunistpartiet nedmonterade i snabb takt sin maktapparat, och skrivelsen i författningen om kommunistpartiets ledande roll togs bort. Partiet genomförde en intern omstrukturering och bytte i april 1990 namn till Bulgariska socialistpartiet. Ett antal politiska och ekonomiska reformer genomfördes under 1990, och i juni hölls det första parlamentsvalet med flerpartisystem. Valet var fritt, men socialistpartiet hade fortfarande ett kraftigt överläge genom sin starka partiapparat, och fick egen majoritet i det nya parlamentet. Protester mot regimen fortsatte, och Mladenov avgick som president och efterträddes av Zjelju Zjelev, ledare för oppositionsrörelsen Förbundet av demokratiska krafter. 
De politiska oroligheterna 1989 och 1990 sammanföll med ekonomisk kris, som berodde på massemigrationen av turkar, Comecons sammanbrott och sanktionerna mot Irak i samband med Kuwaitkriget. Nya gatudemonstrationer samt strejker i slutet av 1990 ledde till att premiärministern Andrej Lukanov avgick och en ny regering under den opolitiske juristen Dimităr Popov tillträdde. Popovs regering satt december 1990 till november 1991 och genomförde flera viktiga ekonomiska reformer, som medförde att Bulgarien fick ekonomiskt stöd från EG och Världsbanken. Tack vare ett avtal med arbetsmarknadens parter kunde regeringen genomföra reformerna utan nya oroligheter.
1991 infördes också en ny konstitution, och parlamentsval hölls i oktober. Demokratiska krafternas union blev största parti, men den turkiska minoritetens parti Rörelsen för rättigheter och friheter fick en vågmästarställning. En ny regering bildades, ledd av partiledaren för Demokratiska krafternas union, Filip Dimitrov. Rörelsen för rättigheter och friheter ingick inte i regeringen men fungerade som stödparti i parlamentet. Den nya regeringen fortsatte de ekonomiska reformerna, till stor del under påtryckningar från internationella finansinstitutioner. Det sociala samförstånd som tidigare funnits kring reformerna bröt nu samman. Regeringen höll i mindre än ett år. Dimitrov avgick 28 oktober 1992 efter en förtroendeomröstning i parlamentet. En ny regering, mestadels bestående av partipolitiskt obundna experter, bildades under ledning av Ljuben Berov. De ekonomiska reformerna fortsatte, men inte i den takt som planerat och som utländska långivare önskade. Bulgariens ekonomi drabbades av FN-sanktionerna mot grannlandet Jugoslavien. I september 1994 föll Berovs regering. Missnöjet med effekterna av de ekonomiska reformerna och med Demokratiska krafternas union, som uppfattades som det dominerande partiet, ledde till att socialistpartiet kom tillbaka med egen majoritet i parlamentet i valet som följde i december. Ny premiärminister blev socialistpartiets Zjan Videnov.
Socialistregeringen föll 1997 under en ny ekonomisk kris, och i nyvalet till parlamentet segrade Demokratiska krafternas union och deras allierade, vilka bildade regering med Ivan Kostov som premiärminister. Den nya regeringen fick ned den höga inflationen genom att införa ett sedelfondssystem, ökade takten i privatiseringarna och sökte medlemskap i Nato. Kostovs regering var den första sedan 1990 som satt kvar under hela parlamentsperioden, men i parlamentsvalet 2001 blev den inte återvald. Den nybildade Nationella rörelsen Simeon II, ledd av exkungen Simeon Sachsen-Coburg-Gotha som återvänt till Bulgarien från sin exil, blev största parti med 120 av 240 platser i parlamentet. Med stöd av Rörelsen för rättigheter och friheter bildades en regering med exkung Simeon som premiärminister. Simeon lovade att höja levnadsstandarden, förbättra ekonomin och bekämpa korruptionen.
Med undantag för ett kortare avbrott styrdes Bulgarien av högerpartiet Gerb och premiärminister Bojko Borisov från 2009 fram till valet i april 2021. Ett ökande missnöje med Borisovs styre gjorde att Gerb tappade mark i valet men partiet blev ändå störst i parlamentet.

### EU och Nato
2004 blev Bulgarien medlem av Nato. Parlamentsvalet 2005 gav ingen tydlig majoritet för något parti och efter långa förhandlingar bildades en koalition av Socialistpartiet, Nationella rörelsen Simeon II och Rörelsen för rättigheter och friheter. Socialistpartiets ledare Sergej Stanisjev blev premiärminister. 2007 blev Bulgarien medlem av EU. I juni 2009 hölls det första Europaparlamentsval som Bulgarien och Rumänien deltog i samtidigt som de övriga medlemsstaterna. I det bulgariska parlamentsvalet som hölls 5 juli blev center-högerpartiet GERB största parti med cirka 40 procent av rösterna och dess ledare Bojko Borisov blev ny premiärminister.